# Pavetta gossweileri
Pavetta gossweileri är en måreväxtart som beskrevs av Cornelis Eliza Bertus Bremekamp. Pavetta gossweileri ingår i släktet Pavetta och familjen måreväxter.
Artens utbredningsområde är Angola. Inga underarter finns listade i Catalogue of Life.